# Khagrabari
Khagrabari è una suddivisione dell'India, classificata come municipality, di 19.762 abitanti, situata nel distretto di Cooch Behar, nello stato federato del Bengala Occidentale. In base al numero di abitanti la città rientra nella classe IV (da 10.000 a 19.999 persone).

## Geografia fisica
La città è situata a 26° 21' 32 N e 89° 27' 27 E.

## Società

### Evoluzione demografica
Al censimento del 2001 la popolazione di Khagrabari assommava a 19.762 persone, delle quali 10.137 maschi e 9.625 femmine. I bambini di età inferiore o uguale ai sei anni assommavano a 2.110, dei quali 1.061 maschi e 1.049 femmine. Infine, coloro che erano in grado di saper almeno leggere e scrivere erano 15.089, dei quali 8.263 maschi e 6.826 femmine.